# Regula Tschumi
Regula Tschumi (Berna, 1957) è un'etnologa e storica dell'arte svizzera.

## Biografia
Diversi soggiorni di ricerca sull'arte africana contemporanea l'hanno portata in Africa occidentale, meridionale e orientale. Ha pubblicato un'opera di riferimento sulle bare design dei Ga, in cui approfondisce anche i retroscena che hanno portato alla nascita di questa insolita forma artistica. Ha scoperto Ataa Oko proveniente da La (Ghana), l'artista di bare nato verso il 1919, che realizzava bare design già verso il 1945. Quindi Regula Tschumi ha confutato la storia di Kane Kwei, a cui la letteratura precedente aveva attribuito l'invenzione delle bare design dei Ga. Negli ultimi anni Regula Tschumi ha svolto delle lunghe ricerche sulle lettighe figurative dei Ga che erano completamente sconosciute fuori del Ghana. Nel giornale "African Arts" (vol. 46 (4)) e nel suo nuovo libro "Concealed Art. The figurative palanquins and coffins of Ghana" (2014), Regula Tschumi spiega come le bare personalizzate sono legate alle lettighe personalizzate che i rei Ga usavano già negli anni 1930 ad Accra. Quindi le bare figurative non erano una forma d'arte originale inventato negli anni 1950 da un artista Ga, ma in quel periodo erano soltanto delle copie delle lettighe personalizzate che i rei Ga avevano già usato prima e che esistono ancora oggi.
Regula Tschumi ha partecipato a diversi progetti espositivi di prestigiosi musei, in cui ha collaborato tra gli altri con alcuni artisti del Ghana come Paa Joe, Ataa Oko e Kudjoe Affutu, con i quali ha anche sviluppato delle opere d'arte nuove.

## Pubblicazioni
- 2025 Buried in Style. Artistic Coffins and Funerary Culture in Ghana. Heildelberg, Kehrer Verlag. ISBN 978-3-96900-189-9 , inglese.
- 2021. Ataa Oko Addo, Regula Tschumi (ed.), autori Sarah Lombardi, Lucienne Peiry, Regula Tschumi, Atta Kwami. Edition Clandestin a Bienna, 2020. ISBN 978-3-907262-05-4, inglese.
- 2017. Ataa Oko. A glimpse inside the amazing world of Ghanaian funerals and how the carpenter Ataa Oko became an artist, Kvadrat Interwoven: the fabric of things, online article.
- 2014. Concealed Art. The figurative palanquins and coffins of Ghana. Edition Till Schaap, Bern. ISBN 978-3-03828-099-6.
- 2014. The Buried Treasures of the Ga: Coffin Art in Ghana. Edition Till Schaap, Bern. ISBN 978-3-03828-016-3.
- 2013. The Figurative Palanquins of the Ga. History and Significance, in: African Arts, vol. 46 (4), 2013, p. 60-73.
- 2010. Lit de mort pour un vivant. Un cercueil pour le Centre Pompidou, in: Saâdane Afif (ed.), Anthologie de l'humour noir, Paris: Editions Centre Pompidou, p. 37-51. Ingl.: The Deathbead of a Living Man. A Coffin for the Centre Pompidou, in: Saädane Afif (ed.), Anthologie de l'humour noir, Paris: Editions Centre Pompidou, p. 56-61.
- 2010. Ataa Oko et le langage formel des Ga in: Collection de l'Art Brut (ed.), esposizione "Ataa Oko". Lausanne, Gollion: Editions Infolio, p. 15-24. ISBN 978-2-88474-166-8.
- 2004. A Report on Paa Joe and the Proverbial Coffins of Teshie and Nungua, Ghana in: Africa e Mediterraneo, n. 47-48, p. 44-47.
- 2003. With a Keener Eye. Kay Hassan in Johannesburg in: Kunsthalle Bern (ed.), esposizione "Kay Hassan". Bern, p. 42-43.

## Galleria d'immagini

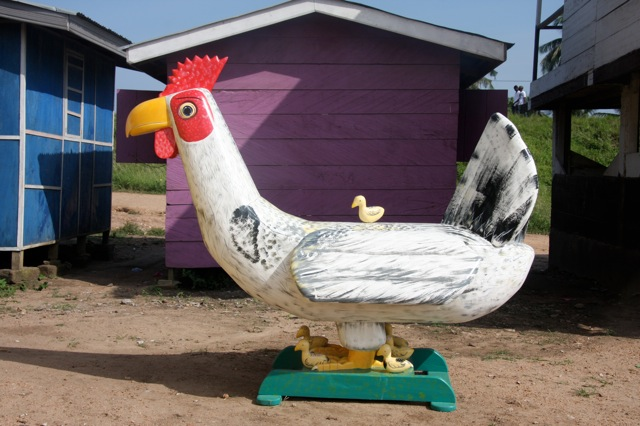
Bara gallina di Kudjoe Affutu 2008, foto: Regula Tschumi
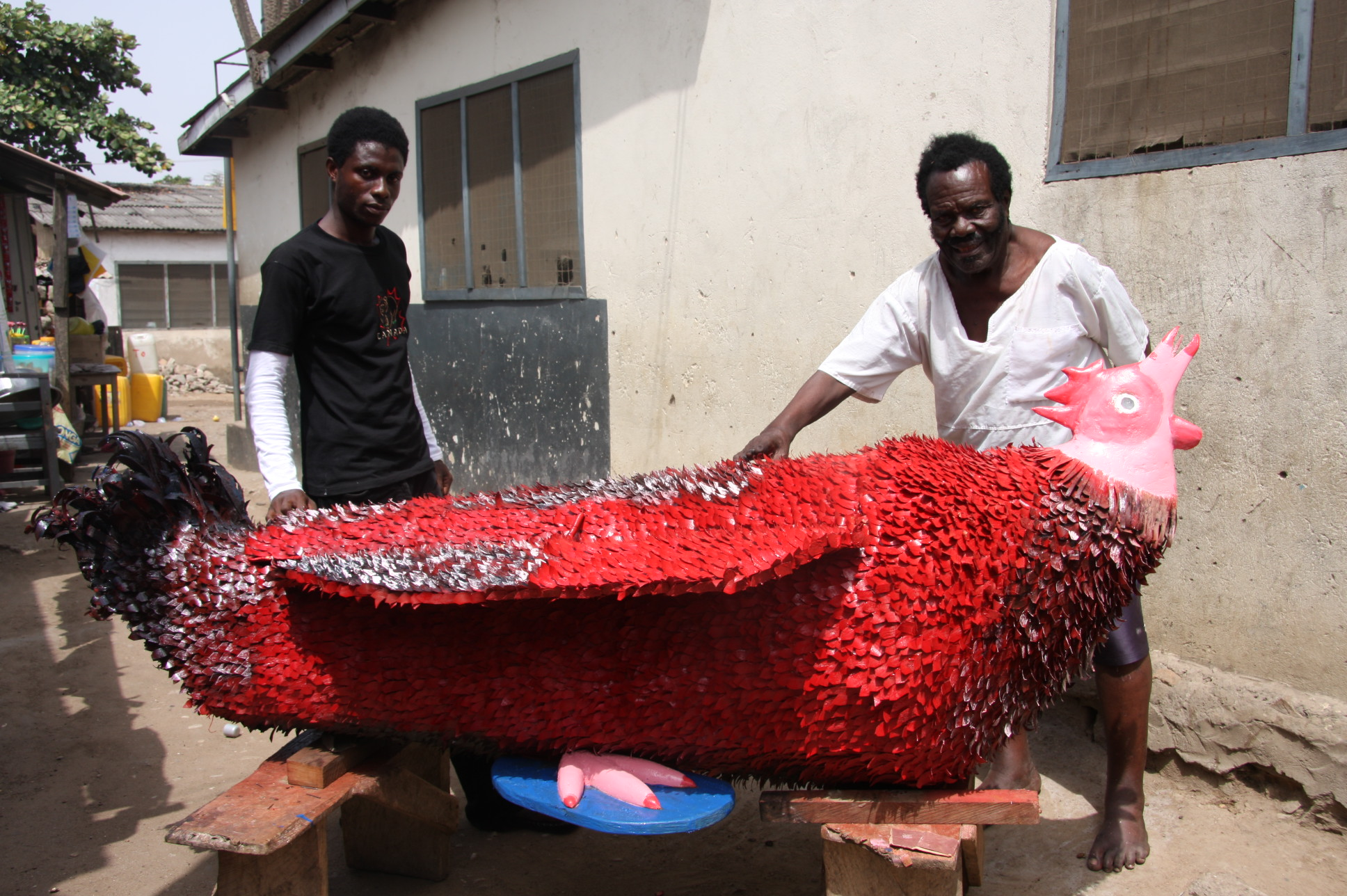
I due artisti ghanesi Ataa Oko e Kudjoe Affutu davanti alla bara gallo rosso di Ataa Oko, febbraio 2009, foto: Regula Tschumi
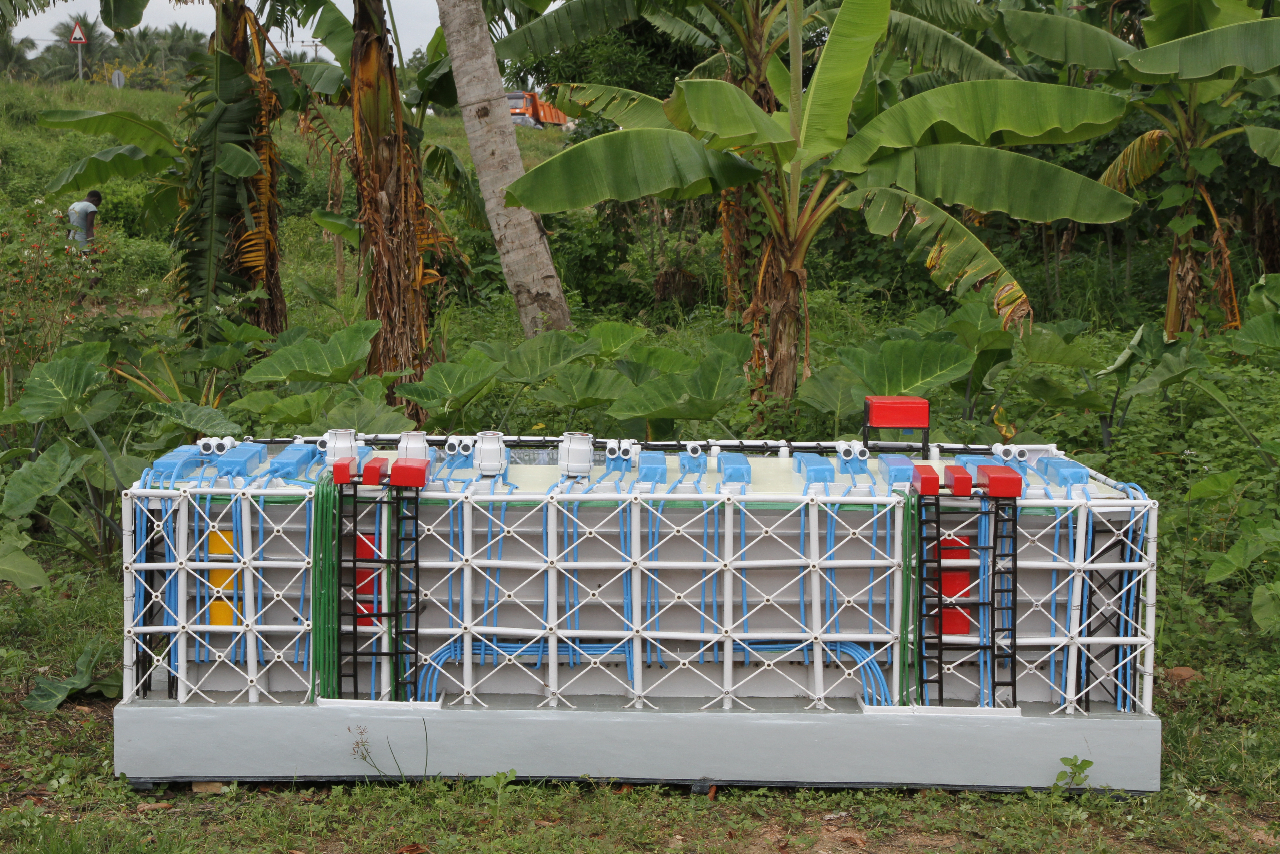
La bara Pompidou di Kudjoe Affutu. Questa bara è stata il pezzo centrale dell'esposizione "Anthologie de l'humour noir" di Saâdane Afif al Centre Pompidou di Parigi nel 2010, foto: Regula Tschumi
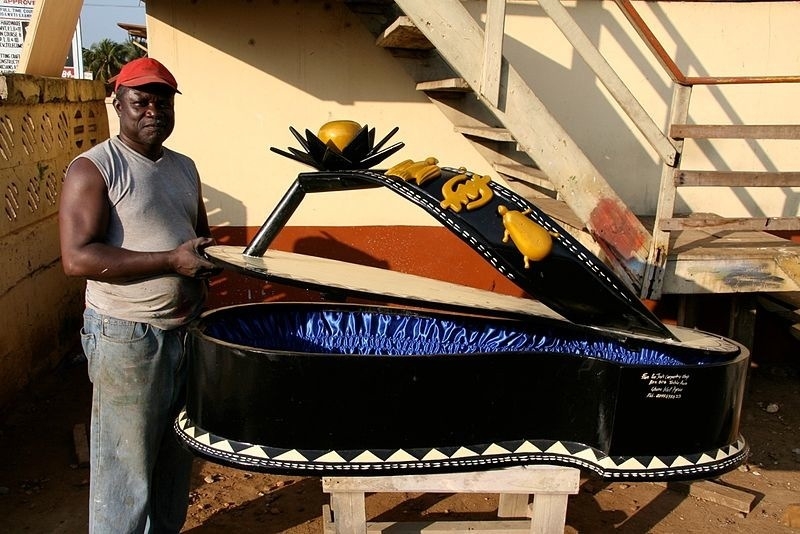
Paa Joe con la sua bara sandalo 2006
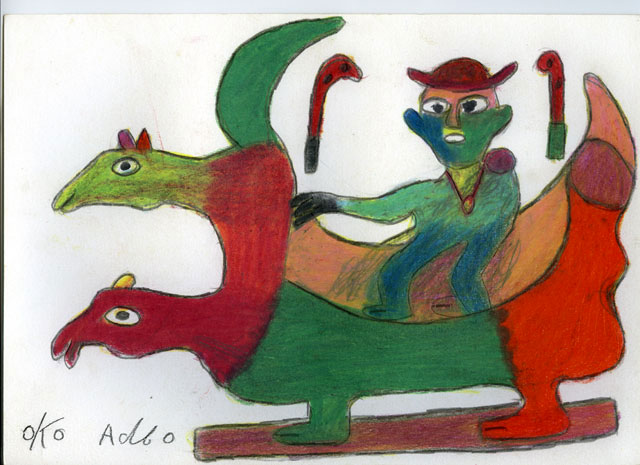
Lettiga figurativa, disegno di Ataa Oko 2009
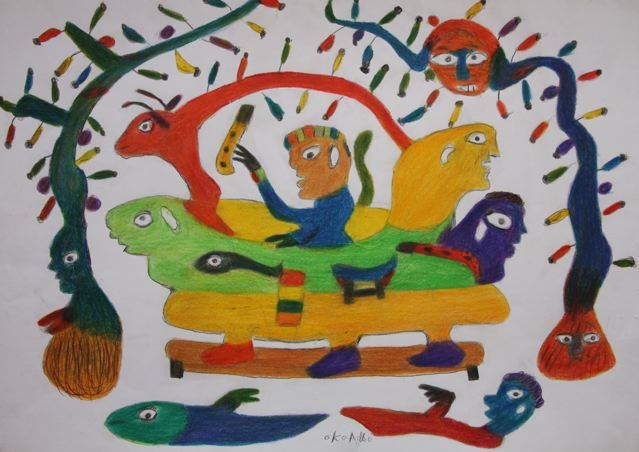
Lettiga personalizzata, disegno di Ataa Oko 2010